# Сибирское проклятье
«Сибирское проклятье: как коммунистические плановики заморозили Россию» (англ. The Siberian Curse: How Communist Planners Left Russia Out in the Cold) — книга 2003 года сотрудников Брукингского института Фионы Хилл и Клиффорда Гэдди. Авторы утверждают, что вследствие низких температур производство в Сибири неоправданно и затраты на жизнеобеспечение сибирских городов чрезмерно высоки. По мнению авторов, следует переселить значительную часть населения Сибири, которое называется «избыточным», а работы на её землях вести вахтовым методом.
В исследованиях участвовали экономисты Пенсильванского университета, Российской экономической школы, эксперты Мирового банка и ряд других учёных. Финансирование осуществлялось Корпорацией Карнеги, Фондом Макартуров и компанией Alcoa. Выводы авторов книги докладывались в Госдепартаменте США, Совете национальной безопасности США, Пентагоне, Министерстве иностранных дел Канады.
На обложке книги представлены положительные отзывы одного из разработчиков концепции «шоковой терапии» в России Джеффри Сакса, бывшего члена Совета национальной безопасности Ричарда Пайпса, бывшего помощника президента США по национальной безопасности 3бигнева Бжезинского.
На русском языке книга издана в 2007 году под названием «Сибирское бремя. Просчёты советского планирования и будущее России».

## Содержание
В книге рассматривается история хозяйственного освоения Сибири и её интеграции в экономическое пространство России. Как утверждают авторы, в советский период строительство в Сибири городов и промышленных объектов производилось без учёта рентабельности, и с переходом к рыночной экономике Сибирь тормозит развитие России. По мнению авторов, следует прекратить инвестиции в экономику и социальную сферу сибирских городов.
Фиона Хилл отмечает, что российские власти должны субсидировать желающих покинуть непригодные для жилья районы Крайнего Севера (Сибири) и во многих районах перейти на вахтовый метод, а также не поддерживать искусственно статусы городов-миллионников, а позволить им развиваться более естественно:

Чтобы действительно двигаться вперёд, России нужно стать более мобильной во многих смыслах и постараться сбросить тяжкое бремя климатического и географического факторов, серьёзно влияющих на экономику страны.

Авторы также высоко оценивают книгу Андрея Паршева «Почему Россия не Америка» (1999), в которой тот утверждает, что ввиду высоких издержек производства Россия не способна эффективно конкурировать с экономически развитыми странами.
Учитывая, что возможное сокращение численности населения Сибири может отразиться на безопасности границ с Китаем, авторы формулируют следующие рекомендации: границы с КНР следует оборудовать высокотехнологичными сенсорами, создать силы быстрого реагирования, а также заключить договоры о гарантиях территориальной целостности с США и Китаем. В критических замечаниях к книге отмечается курьёзность подобной рекомендации как в технологическом, так и в дипломатическом планах (неуместность гарантий со стороны США в обеспечении безопасности границ России).

## Критика
Выход книги привлёк внимание российских научных кругов. В критических замечаниях, в частности, указывается на методологические недостатки исследования, использование неверной информации, и спекулятивная провокационность. Кандидат экономических наук, вице-президент Новосибирской торгово-промышленной палаты Ю. П. Воронов полагает, что не существует прямой связи между средней январской температурой и энергозатратами на отопление, о которой говорят авторы:

Дело в том, что если стоят морозы, то погода, как правило, безветренная. Отопить здание в условиях безветренной погоды проще и дешевле, чем при ветре. Если на территории осенью и зимой господствуют сильные ветры, расходы на отопление будут более значительными, чем при морозе и безветрии. Здание также легче отапливать при низкой влажности воздуха, в этом плане Сибирь зимой — мировой лидер. −20 °С в Москве и Новосибирске — огромная разница для самочувствия. Сухой неподвижный воздух — прекрасный естественный теплоизолятор. Кроме того, средняя температура января обычно не используется для анализа комфортности проживания на территории. Чаще всего применяются два других показателя: среднегодовая температура и количество дней в году с температурой выше заданной (0 °С или +10 °С). Видимо, нужно было постараться, чтобы выбрать такой новый показатель, который нагляднее поставит Сибирь в трагическое положение. А ещё в книге многократно смешиваются Урал и Сибирь, появляется великая река Тюмень и так далее.

Кроме того, по его мнению, помимо экономических соображений необходимо учитывать геополитическое значение Сибири, а совет о переселении граждан из Сибири нарушает права человека на выбор места жительства. Ряд авторов усматривают в появлении книги враждебные антироссийские действия, направленные на нарушение территориальной целостности страны.
Доктор исторических наук, главный научный сотрудником ИМЭМО РАН С. И. Лунёв, называя книгу «честным и основательным трудом», считает, что спорные выводы отражают «искренние заблуждения авторов, а не их предвзятость». Соглашаясь с тезисом об убыточности большинства видов экономической деятельности (кроме добычи углеводородов и редких металлов) в климатических условиях азиатской части России, Лунёв возражает против переселения жителей Сибири. По его мнению, следует учитывать такие обстоятельства, как возможное сотрудничество со странами Азиатско-Тихоокеанского региона, вопросы безопасности границ, экологические ресурсы Сибири («Эвакуировать Сибирь, чтобы потом передать её в ведение „международного директората“ по управлению „всемирным ресурсом человечества“, в котором у самой России будет право совещательного голоса?»).
С выводами авторов «Сибирского проклятья» был согласен Егор Гайдар, который в своей книге «Долгое время. Россия в мире: очерки экономической истории» (2005) ссылается на работу Хилл и Гэдди.